# Morrison (Schiff)
Die Morrison, auch USS Morrison (Kennung: DD-560), war ein Zerstörer der Fletcher-Klasse der United States Navy und nahm zwischen 1943 und 1945 am Zweiten Weltkrieg teil. Benannt war sie nach dem Steuermann John G. Morrison (1838–1897), dem im Sezessionskrieg die Medal of Honor wegen herausragender Tapferkeit verliehen worden war. Am 4. Mai 1945 wurde sie durch einen Kamikaze-Angriff an der Position 27° 10′ 0″ N, 127° 58′ 0″ O versenkt.

## Technik

### Rumpf und Antrieb
Der Rumpf der USS Morrison war 114,7 m lang und 12,2 m breit. Der Tiefgang betrug 5,4 m, die Verdrängung 2.100 Tonnen. Der Antrieb des Schiffs erfolgte durch zwei Dampfturbinen von General Electric, der Dampf wurde in vier Kesseln von Babcock & Wilcox erzeugt. Die Leistung betrug 60.000 PS (44.130 kW), die Höchstgeschwindigkeit lag bei 35 Knoten (58 km/h).

### Bewaffnung und Elektronik
Hauptbewaffnung des Zerstörers waren fünf 127 mm/38 Mk.30-Einzeltürme und zwei Torpedorohrsätze mit jeweils fünf 533 mm-Torpedorohre. Zur Flugabwehr war die USS Morrison mit sechs 40-mm-Bofors- und zehn 20-mm-Oerlikon-Flugabwehrgeschützen ausgerüstet. Im Laufe ihrer Dienstzeit wurde die Flugabwehrbewaffnung der Morrison verstärkt. Die 20-mm-Geschütze im Bereich der Brücke wurden durch 40-mm-Geschütze ersetzt, so dass die Morrison über fünf 40-mm-Zwillingsgeschütze und sieben 20-mm-Geschütze auf Einzellafette verfügte. Zur Bekämpfung von U-Booten war das Schiff am Heck mit zwei Ablaufschienen für 272-kg-Wasserbomben und mit jeweils drei K-Gun-Wasserbombenwerfer für 300-lb.-Wasserbomben an Steuer- und Backbordseite ausgerüstet.
Die Morrison war mit Radar ausgerüstet, am Mast über der Brücke waren ein SG- und ein SC-Radar montiert, mit denen Flugzeuge auf Entfernungen zwischen 15 und 30 Seemeilen und Schiffe in Entfernungen zwischen 10 und 22 Seemeilen geortet werden konnten. Zur Unterwasserortung war ein QC-Sonar eingebaut.

## Konstruktion und Indienststellung
Die Morrison wurde auf der Werft der Seattle-Tacoma Shipbuilding Corp. in Seattle im Bundesstaat Washington am 30. Juni 1942 auf Kiel gelegt. Am 4. Juli, dem Unabhängigkeitstag der USA vom Stapel gelassen und getauft. Am 18. Dezember 1943 wurde die Morrison unter dem Kommando von Commander Walter H. Price in Dienst gestellt. Sie wurde dem Zerstörergeschwader 55 zugeteilt. Dieses bestand aus der Zerstörerdivision 109 mit den Zerstörern Porterfield als Flaggschiff, Callaghan, Cassin Young, Irwin und Preston und der Zerstörerdivision 110 zu der außer der Morrison noch die Laws, die Longshaw und die Prichett gehörten.

## Geschichte

### 1944
Am 6. Januar 1944 verließ die Morrison den Puget Sound vor Seattle und fuhr durch schweres Wetter nach San Diego, wo sie am 9. Januar 1944 mit Übungen begann. Am 24. Januar fuhr sie dann mit Munition, Torpedos und anderem Material beladen nach Pearl Harbor. Bei den Marshallinseln deckte sie die Treibstoffaufnahme von Trägern, die japanische Einrichtungen auf den Karolinen angriffen und kehrte am 9. Mai nach Pearl Harbor zurück.
Am 31. Mai 1944 verließ die Morrison Pearl Harbor wieder und lief mit den Zerstörern Laws und Benham über Roi auf den Marshallinseln zu den Marianen. Am 13. Juni deckte sie die Geleitträger Kitkun Bay und Gambier Bay die vorbereitende Luftangriffe zu Beginn der Landungen auf Saipan durchführten. Die Zerstörer beteiligten sich an den Vorbereitungen für eine Landung und nahmen Ziele an Land unter Feuer.
Am 2. August lief das Zerstörergeschwader 55 nach Guam, um den Trägern der Task Group 58.4 nach den Landungen auf Guam am 21. Juli Geleitschutz zu stellen. Nach einer Fahrt über die Marshallinseln erreichte die 110. Zerstörerdivision am 9. September die Philippinen und wurde der Task Group 38.3 (TG 38.3) unterstellt, die einen zweitägigen Luftschlag gegen Mindanao durchführte. Am gleichen Tag vernichteten die Zerstörer der 110. Division zusammen mit den Kreuzern Birmingham, der Santa Fe und Trägerflugzeugen einen aus Sampans bestehenden japanischen Konvoi, der sich aus dem Kampfgebiet zurückziehen wollte. Die Morrison begleitete die TG 38.3 während des Septembers zu Operationen nach Peleliu, den Karolinen und den Philippinen.
Am 10. Oktober begannen die Operationen der Task Force 38 zur Ausschaltung der japanischen Luftstreitkräfte auf Okinawa, den umliegenden Ryukyu-Inseln und Formosa. Während der Kämpfe wurden unter anderen Schiffen auch der Leichte Kreuzer Houston und der Schwere Kreuzer Canberra schwer beschädigt. Die Morrison begleitete die beiden Kreuzer für vorläufige Reparaturen nach Ulithi.
Während der Schlacht von Leyte, vom 23. bis zum 26. Oktober 1944 operierte die Morrison vor Luzon. Am 24. Oktober wurde der Leichte Träger Princeton von einer einzelnen japanischen Bombe getroffen und schwer beschädigt. Die Morrison rettete innerhalb von 90 Minuten etwa 400 Überlebende, ging längsseits um die Mannschaft der Princeton bei der Bekämpfung des Feuers zu unterstützen. Sie hatte gerade ihre Position erreicht, als der Träger den vorderen Schornstein und den Mast des Zerstörers einklemmte. Die Morrison konnte frei kommen und der Leichte Kreuzer Birmingham nahm ihren Platz ein. Zehn Minuten später explodierte das Heck des Trägers und verursachte schwere Verluste auf der Birmingham und beschädigte ihre Aufbauten. Die Princeton wurde so schwer beschädigt, dass sie durch eigene Torpedos versenkt werden musste. Die Morrison brachte die Überlebenden der Princeton am 27. Oktober nach Ulithi und begleitete mit ihren Schwesterschiff Irwin die beschädigte Birmingham über Pearl Harbor nach San Francisco.

### 1945
Nach Übungen zur Küstenbeschießung bei Hawaii wurde die Morrison mit der Zerstörerdivision 110 der 'Gunfire and Covering Force der Task Force 54' (TF 54), zuständig für Küstenbeschießung und Sicherung während der Landung auf Okinawa zugeteilt. Ab dem 25. März 1945, eine Woche vor Beginn der Landungen, nahm die Morrison an der vorbereitenden Beschießung der Südküste Okinawas teil.
Am frühen Morgen des 31. März versenkte die Morrison zusammen mit dem Zerstörer Stockton das japanische U-Boot I-8. Die Stockton hatte einen positiven ASDIC-Kontakt mit einem U-Boot, hatte dann aber alle an Bord befindlichen Wasserbomben verbraucht. Als die Morrison erschien, tauchte das japanische U-Boot kurz auf und verschwand gleich wieder. Sie schoss eine Salve Wasserbomben ab und zwang damit das U-Boot wieder an die Oberfläche, wo es mit Artillerie versenkt wurde. Es gab nur einen Überlebenden des U-Bootes.
Am 14. April wurde die Morrison zur Radarüberwachung bei Okinawa kommandiert. Zunächst im Westen (Station 10), dann im Süden (Station 7) und schließlich im Norden (Sation 2) (siehe Karte bei Destroyer History). An der Station 2 löste sie die Daly ab, die am 28. April durch den Angriff eines Kamikaze beschädigt worden war. Die Station 2 bezog die Morrison am 30. April 1945, es war die exponierteste der drei Positionen. Drei Tage lang verhinderte schlechtes Wetter Luftangriffe, aber der Morgen des 4. Mai 1945 war klar und hell. Um 07:15 Uhr wurde die Luftüberwachung alarmiert, um eine Gruppe von 25 Flugzeugen, die sich der Morrison näherten, abzufangen.
Der erste Angriff auf die Morrison war ein Selbstmordangriff einer Mitsubishi A6M Zero. Das Flugzeug durchbrach die Flugabwehr und warf eine Bombe, die allerdings das Schiff verfehlte. Als Nächstes versuchten eine Val und eine weitere Zero sich auf das Schiff zu stürzen, verfehlten es aber ebenfalls. Um 08:25 hatte eine Zero Erfolg, brach durch das intensive Flugabwehrfeuer und stürzte sich auf die Brücke und den Schornstein der Morrison. Die Explosion verursachte starke Verluste und legte einen Großteil der elektrischen Anlagen außer Gefecht. Die nächsten drei Flugzeuge, Doppeldecker mit Schwimmern, wahrscheinlich vom Typ Kawanishi E7K, trafen das beschädigte Schiff, das nach dem vierten Treffer stark nach Steuerbord krängte.
Durch den Ausfall der Elektrik konnte der Befehl, das Schiff zu verlassen nicht überall empfangen werden. Zwei Explosionen erfolgten danach nahezu gleichzeitig, der Bug hob sich und um 08:40 war die Morrison gesunken. So schnell, dass die meisten Männer unter Deck verloren waren, insgesamt 152.
Die Morrison erhielt acht Service Stars für den Dienst im Zweiten Weltkrieg.